# Amphicteis gunneri
Amphicteis gunneri — вид багатощетинкових червів родини Ampharetidae.

## Поширення
Космополіт. Поширений у всіх морях та океанах. Трапляється як у припливній зоні узбережжя, так і на значній глибині (максимальна відома глибина 5032 м). Мешкає у трубці на мулистому або піщаному морському дні.

## Опис
Тіло завдовжки до 55 мм. Тіло товсте, живіт звужується до пігідії. Простоміум з парою помітних залозистих хребтів і безліччю очей. Розгалуження у двох добре відокремлених групах. Четверті гілки кожної групи розташовані у два поперечні ряди ромбоподібним візерунком. Палеї дуже великі, по 8-22 з кожного боку. 17 грудних сегментів з нотоподіями з капілярними хетами, задні 14 також з нейроподіями з uncini. Живіт складається з 15 сегментів. Пігідій з двома довгими бічними циррами. Тіло жовтуватого або рожевого кольору, гілки зеленуваті, тіло та гілки з численними світло-червоними та коричневими плямами, які на гілках мають вигляд кольорових кілець. Трубка — тонкий шар секрету, інкрустований товстим, відносно твердим шаром бруду або глини, як правило, з уламками рослин у характерному кільцевому візерунку.